# James FitzGerald-Kenney
James FitzGerald-Kenney (1er janvier 1878-21 octobre 1956) est un homme politique et avocat irlandais du Fine Gael qui est ministre de la Justice de 1927 à 1932. Il est Teachta Dála (TD) pour la circonscription de Mayo Sud de 1927 à 1944.

## Biographie
Il est né dans la maison familiale de sa mère à Clogher, près de Claremorris, dans le comté de Mayo. Il est le deuxième fils de James Fitzgerald-Kenney de Galway et d'Helena Crean-Lynch. Il fait ses études au Clongowes Wood College et à l'University College Dublin, où il obtient son diplôme en 1898. Il est admis au Barreau en 1899 et crée un vaste cabinet sur le circuit occidental. Il est admis au barreau intérieur en 1925.
En politique, il est jusqu'en 1918 un partisan de John Redmond ; il rejoint les Volontaires irlandais en 1914. Il est l'un des premiers membres de Conradh na Gaeilge.
Il est réélu à chaque élection jusqu'à ce qu'il perde son siège aux élections générales de 1944. Il se retire de la politique et passe ses dernières années dans une ferme à Clogher, qu'il a héritée de sa mère. Il meurt à Galway en 1956.

## Carrière ministérielle
Sa nomination comme ministre après seulement quelques mois au Parlement crée la surprise et son manque d'expérience fait de lui la cible des attaques de l'opposition. Contrairement à Kevin O'Higgins, il laisse à Eoin O'Duffy une totale liberté quant à la manière dont il dirige les forces de police. Il s'est rendu ridicule dans sa volonté de défendre O'Duffy : son affirmation selon laquelle une victime de la brutalité de la Garda avait été renversée par une vache conduit à une brève mode pour désigner Gardaí comme « les vaches de Fitzgerald-Kenney ». Lorsque les Four Courts, gravement endommagées pendant la guerre civile irlandaise, rouvrent en 1931, il oppose fermement son veto à la proposition du juge en chef irlandais Hugh Kennedy d'organiser une cérémonie officielle pour marquer l'occasion, au motif que cela équivaut à une invitation aux extrémistes à attaquer à nouveau le bâtiment.